# Platforma Civică Demnitate și Adevăr
Platforma Civică „Demnitate și Adevăr” (DA) a fost o mișcare civică, neafiliată politic, din Republica Moldova, lansată la începutul anului 2015 de mai mulți lideri de opinie, jurnaliști, foști funcționari publici ș.a, printre care: avocatul Andrei Năstase, ex-judecătorul la CEDO Stanislav Pavlovschi, politologul Igor Boțan, jurnalistul Vasile Năstase, ex-vicepremierul Valentin Dolganiuc, ex-ministrul finanțelor Mihai Manole, experții anticorupție Olesea Stamate și Mariana Kalughin, jurnalista Angela Aramă ș.a.
Începând cu primăvara anului 2015 Platforma DA organizează proteste de amploare pașnice, iar din 6 septembrie 2015 în Piața Marii Adunări Naționale a inițiat o acțiune de protest non-stop. Platforma „Demnitate și Adevăr”, împreună cu asociațiile fermierilor, veteranilor de război, studenților și pensionarilor, a reușit să adune la 6 septembrie în Piața Marii Adunări Naționale circa 100 000 de oameni. Atunci a fost format Consiliul Marii Adunări Naționale — structura care îi reprezintă pe protestatarii în dialogul cu guvernarea.
Membrii Platformei DA și-au trasat trei obiective principale: lupta cu corupția, eliminarea „hoților” de la guvernare și păstrarea vectorului european al Republicii Moldova. Din 6 septembrie revendicările principale ale Platformei DA și ale protestatatilor sunt: demisia președintelui Nicolae Timofti; alegerea președintelui Republicii Moldova de către toți cetățenii; numirea în fruntea instituțiilor de drept a persoanelor integre, propuse de societatea civilă, declanșarea alegerilor parlamentare anticipate cel târziu la începutul lunii martie 2016, formarea unui guvern de salvare națională.
La mijlocul lui decembrie 2015, o parte din grupul de lideri ai platformei a pus bazele formării Partidului Politic „Platforma Demnitate și Adevăr” (PDA), prin redenumirea unei formațiuni deja existente – Partidul Forța Poporului. Andrei Năstase a fost ales președinte al partidului politic.
Cu un vector pro-european declarat de la bun început, inițial acțiunea de protest a platformei a fost separată de cea a grupului comun PSRM + Partidul Nostru, însă, din ianuarie 2016, platforma și-a unit eforturile cu celelalte două tabere, organizând manifestații de protest comune.
|                              |                                                        |                                               |
| Protestul din 5 aprilie 2015 | Orășelul din corturi „Orașul Demnității și Adevărului” | Conducătorii protestului din 16 ianuarie 2016 |

## Legături externe
- Liderii de opinii au lansat Platforma Civică Demnitate și Adevăr „DA” ZdG, 24.02.2015.
- Proteste ample în Piața Marii Adunări Naționale Arhivat în 23 septembrie 2015, la Wayback Machine., Jurnal de Chișinău, 6.09.2015.
- Protest anticorupție. Moldovenii ies duminică din nou în stradă, Deutsche Welle, 06.09.2015.